# Marco Fedeli Gonzaga
Marco Fedeli Gonzaga (Mantova, ... – Mantova, 29 settembre 1583) è stato un vescovo cattolico italiano.

## Biografia
Discendente da un ramo collaterale della nobile famiglia Gonzaga, i Fedeli-Gonzaga, Marco fu vescovo di Ossero dal 1553 al 1574 e quindi vescovo di Mantova dal 1574 al 1583. Fu uno dei primi vescovi che fecero eseguire le costituzioni del Concilio di Trento.